# Holly Flanders
Holly Beth Flanders, po mężu Schlopy (ur. 26 grudnia 1957 w Arlington) – amerykańska narciarka alpejska.

## Kariera
W zawodach Pucharu Świata zadebiutowała w sezonie 1977/1978. Pierwsze punkty wywalczyła 26 stycznia 1979 roku w Schruns, gdzie zajęła dziesiąte miejsce w zjeździe. Na podium zawodów tego cyklu pierwszy raz stanęła 8 stycznia 1981 roku w Pfronten, kończąc rywalizację w zjeździe na trzeciej pozycji. W zawodach tych wyprzedziły ją jedynie Austriaczka Cornelia Pröll i Doris de Agostini ze Szwajcarii. W kolejnych startach jeszcze pięć razy stanęła na podium: 18 i 19 stycznia 1981 roku w Badgastein była odpowiednio pierwsza i trzecia w zjeździe, 13 lutego 1982 roku w Arosie wygrała giganta, 21 stycznia 1984 roku w Verbier zajęła drugie miejsce w zjeździe, a 3 marca 1984 roku w Mont-Sainte-Anne w tej samej konkurencji ponownie była najlepsza. W sezonie 1981/1982 zajęła 12. miejsce w klasyfikacji generalnej, a w klasyfikacji zjazdu była druga.
Wystartowała na igrzyskach olimpijskich w Lake Placid w 1980 roku, gdzie zajęła czternaste miejsce w zjeździe. Podczas rozgrywanych cztery lata później igrzysk w Sarajewie zjazd ukończyła na 16. pozycji. Była też między innymi dziewiąta w swej koronnej konkurencji na mistrzostwach świata w Schladming w 1982 roku.
Jej kuzyn Alex Schlopy został narciarzem dowolnym

## Osiągnięcia

### Igrzyska olimpijskie
| Miejsce | Dzień     | Rok  | Miejscowość | Konkurencja | Czas biegu | Strata | Zwyciężczyni          |
| ------- | --------- | ---- | ----------- | ----------- | ---------- | ------ | --------------------- |
| 14.     | 17 lutego | 1980 | Lake Placid | Zjazd       | 1:37,52    | +3,44  | Annemarie Moser-Pröll |
| 16.     | 16 lutego | 1984 | Sarajewo    | Zjazd       | 1:13,36    | +1,75  | Michela Figini        |

### Mistrzostwa świata
| Miejsce | Dzień     | Rok  | Miejscowość | Konkurencja | Czas biegu | Strata | Zwyciężczyni          |
| ------- | --------- | ---- | ----------- | ----------- | ---------- | ------ | --------------------- |
| 14.     | 17 lutego | 1980 | Lake Placid | Zjazd       | 1:37,52    | +3,44  | Annemarie Moser-Pröll |
| 6.      | 5 lutego  | 1982 | Schladming  | Zjazd       | 1:37,47    | +1,21  | Gerry Sorensen        |
| 20.     | 3 lutego  | 1985 | Bormio      | Zjazd       | 1:26,96    | +3,62  | Michela Figini        |

### Puchar Świata

#### Miejsca w klasyfikacji generalnej
- sezon 1978/1979: 28.
- sezon 1979/1980: 23.
- sezon 1980/1981: 19.
- sezon 1981/1982: 12.
- sezon 1982/1983: 54.
- sezon 1983/1984: 20.
- sezon 1984/1985: 38.
- sezon 1985/1986: 46.

#### Miejsca na podium w zawodach
1. Pfronten – 8 stycznia 1981 (zjazd) – 3. miejsce
2. Badgastein – 18 stycznia 1981 (zjazd) – 1. miejsce
3. Badgastein – 19 stycznia 1982 (zjazd) – 3. miejsce
4. Arosa – 13 lutego 1982 (gigant) – 1. miejsce
5. Verbier – 21 stycznia 1984 (zjazd) – 2. miejsce
6. Mont-Sainte-Anne – 3 marca 1984 (zjazd) – 1. miejsce